# Nivek Ogre
Nivek Ogre, pseudonimo di Kevin Graham Ogilvie (Calgary, 5 dicembre 1962), è un musicista, cantante e attore teatrale canadese.
È tra i membri fondatori del gruppo post-industrial Skinny Puppy, nato dal 1982. Ha collaborato con molti altri gruppo come Ministry, KMFDM, The Tear Garden e Pigface.